# Великоволковське сільське поселення
Великово́лковське сільське поселення — колишнє муніципальне утворення у складі Вавозького району Удмуртії, Росія. Адміністративний центр — присілок Велике Волково.
Розформоване 9 травня 2021 року законом Удмуртської Республіки за 26 квітня 2021 року № 30-РЗ через переформування муніципального району на муніципальний округ.
Населення становить 922 особи (2019, 1030 у 2010, 1084 у 2002).
Голова:
- 2008–2012 — Бортнікова Ніна Зосимівна

До складу поселення входять такі населені пункти:
| Населений пункт           | Населення, осіб (2002) | Населення, осіб (2010) |
| ------------------------- | ---------------------- | ---------------------- |
| Берьозек, присілок        | 198                    | 208                    |
| Велике Волково, присілок  | 461                    | 523                    |
| Макарово, присілок        | 330                    | 285                    |
| Середнє Волково, присілок | 61                     | -                      |
| Чемошур-Док'я, присілок   | 34                     | 14                     |

В поселенні діють 2 школи (початкова — Березек, середня — Велике Волково), 2 садочки (Велике Волково, Макарово), 3 фельдшерсько-акушерських пункти (Березек, Велике Волково, Макарово), 3 сільські клуби (Березек, Велике Волково, Макарово), бібліотека (Велике Волково), пошта (Велике Волково), ветеринарний пункт (Велике Волково).
Серед підприємств працює СПК (колгосп) «Удмуртія».